# Stephen Laybutt
Stephen Laybutt (Lithgow, 3 september 1977 – Cabarita Beach, januari 2024) was een Australisch voetballer die als verdediger speelde.

## Clubcarrière
Laybutt kwam in 2000 samen met Brett Emerton naar Feyenoord maar brak niet door. Hij werd verhuurd aan RBC Roosendaal en SFK Lyn voor hij zijn loopbaan in België voortzette bij Excelsior Moeskroen en KAA Gent. In 2007 keerde hij terug naar Australië.

## Interlandcarrière
Tussen 2000 en 2004 speelde Laybutt vijftien wedstrijden voor het Australisch voetbalelftal waarin hij eenmaal scoorde. Met Australië won hij het Oceanisch kampioenschap voetbal 2000 en 2004. Hij nam deel aan de Olympische Zomerspelen 2000.

## Persoonlijk
Laybutt kwam na zijn carrière uit de kast als homoseksueel. Daarover zei hij dat het voor hem nooit een optie was om tijdens zijn carrière uit de kast te komen en dat hij zelf niet geloofde homoseksueel te zijn.
In januari 2024 werd het lichaam van Laybutt in een struikgewas aan de noordkust van Australië gevonden. De lokale autoriteiten maakten later bekend dat Laybutt zelfmoord had gepleegd.